# Röderland
Röderland es un municipio del distrito de Elba-Elster, en Brandeburgo (Alemania).

## Galería

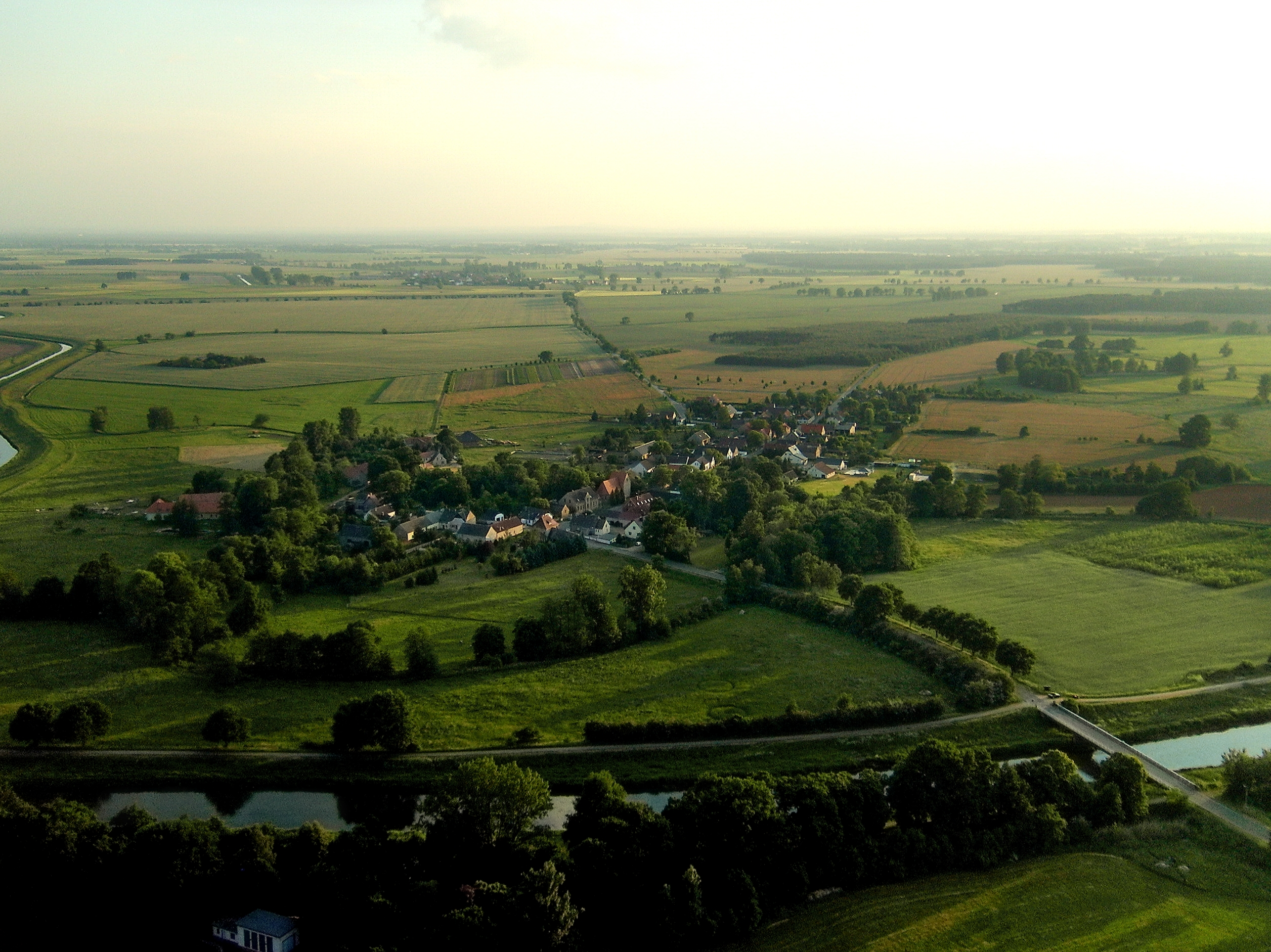
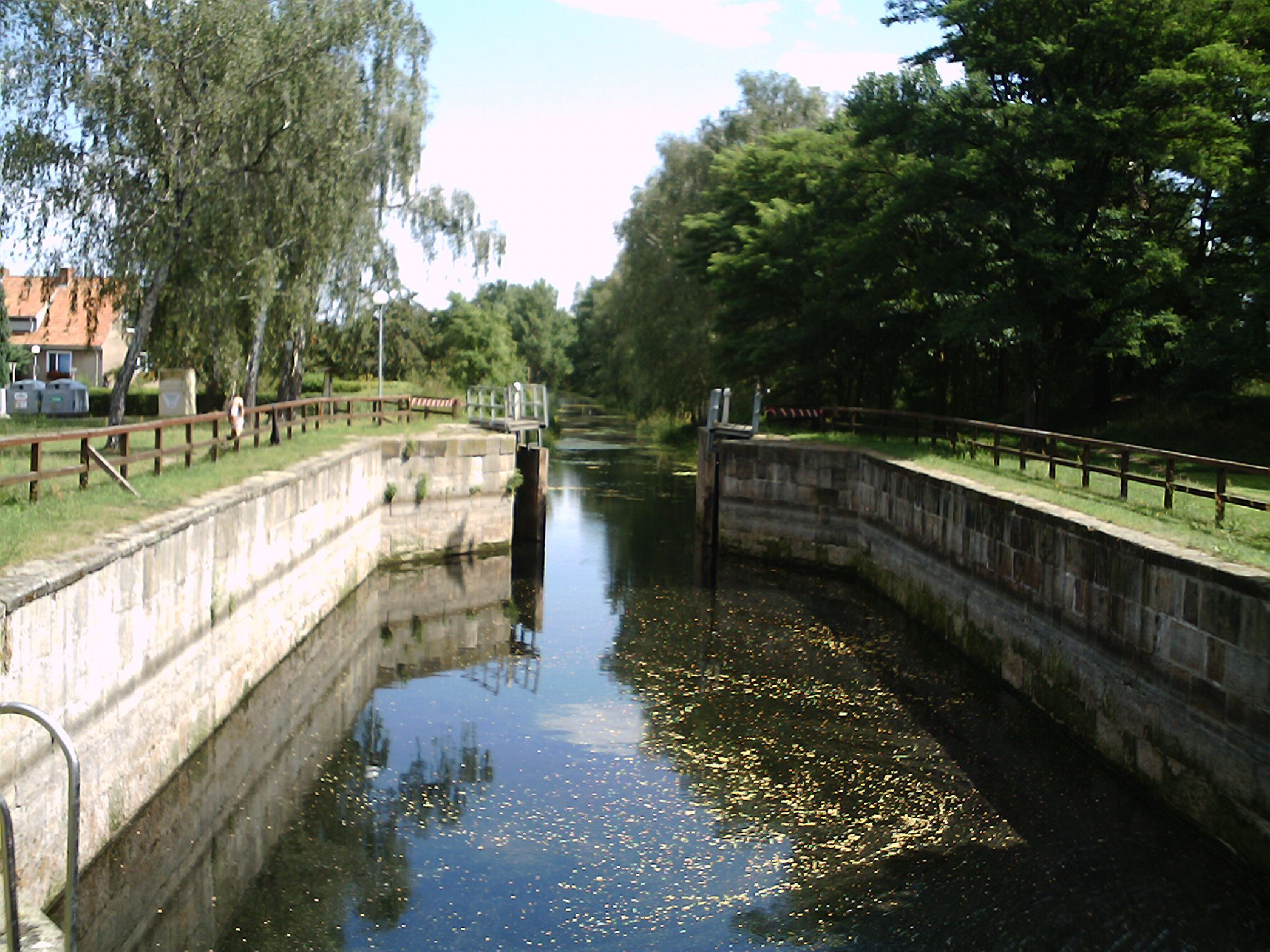

## Demografía
| Gráfica de evolución de Röderland entre 1875 y 2020 |
|                                                     |